# Оранич, Митя
Митя Оранич (словен. Mitja Oranič, род. 3 апреля 1986 года в Кранье) — словенский двоеборец, участник Олимпийских игр в Ванкувере.
В Кубке мира Оранич дебютировал в 2007 году, в феврале 2009 года первый, и пока последний раз попал в десятку лучших на этапе Кубка мира. Кроме этого на сегодняшний момент имеет 18 попаданий в тридцатку лучших на этапах Кубка мира, все в личных соревнованиях. Лучшим достижением в итоговом зачёте Кубка мира для Оранича является 40-е место в сезоне 2008-09.
На Олимпиаде-2010 в Ванкувере стартовал в двух дисциплинах: 31-е место в соревнованиях с нормального трамплина + 10 км и 41-е место в соревнованиях с большого трамплина + 10 км.
За свою карьеру участвовал в двух чемпионатах мира, лучший результат 24-е место на чемпионате мира - 2009 в Либереце.
Использует лыжи производства фирм Elan и Madshus.